# Lampertsloch

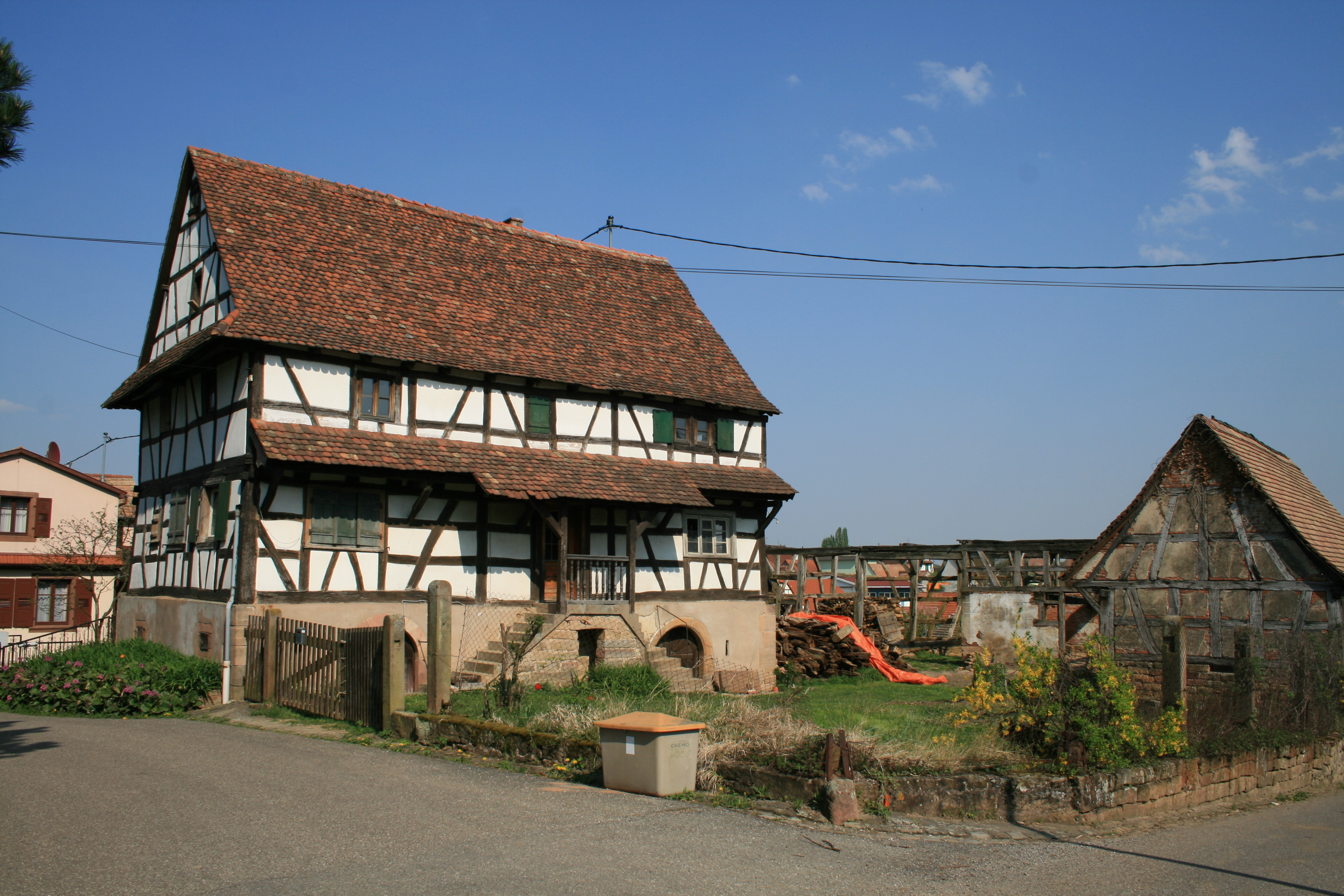
Gehöft

Lampertsloch ist eine französische Gemeinde mit 702 Einwohnern (Stand 1. Januar 2021) im Département Bas-Rhin in der Europäischen Gebietskörperschaft Elsass und in der Region Grand Est. Sie gehört zum Kanton Reichshoffen und zum Kommunalverband Sauer-Pechelbronn. Der Name soll auf den Heiligen Lambert von Lüttich verweisen.

## Geografie
Die Gemeinde gehört zum Regionalen Naturpark Vosges du Nord, dem französischen Teil des Biosphärenreservats Pfälzerwald-Vosges du Nord. Lampertsloch liegt zwischen den Nachbargemeinden Preuschdorf im Südwesten und Lobsann im Nordosten, 5,6 Kilometer nordöstlich von Woerth, 16 Kilometer nordöstlich von Haguenau und 42 Kilometer nordöstlich von Straßburg.

## Geschichte

### Mittelalter
Lampertsloch war ein Allod der Herren von Lichtenberg. Die Herren von Lichtenberg hatten es 1332 oder 1337 von Johann Puller gekauft. In der Herrschaft Lichtenberg war es dem Amt Wörth zugeordnet, das im 13. Jahrhundert entstanden war. Lampertsloch bildete zugleich eine eigene Büttelei. Eine „Büttelei“ war die Untergliederung eines Amtes. Als 1480 mit Jakob von Lichtenberg das letzte männliche Mitglied des Hauses verstarb, wurde das Erbe zwischen seinen beiden Nichten, Anna und Elisabeth (* 1444; † 1495), geteilt. Anna hatte Graf Philipp IV. von Hanau (1514–1590) geheiratet, Elisabeth den Grafen Simon IV. Wecker von Zweibrücken-Bitsch. Das Amt Wörth – und damit auch Lampertsloch – kamen bei der Teilung zu Zweibrücken-Bitsch.
Vor Ort gibt es Erdölvorkommen, die mindestens seit dem Ende des Mittelalters genutzt wurden. Die älteste erhaltene Erwähnung stammt von 1498.

### Neuzeit
1570 kam es zu einem weiteren Erbfall, der das Amt Wörth zur Grafschaft Hanau-Lichtenberg brachte: Graf Jakob von Zweibrücken-Bitsch (* 1510; † 1570) und sein schon 1540 verstorbener Bruder Simon V. Wecker hinterließen nur jeweils eine Tochter als Erbin. Die Tochter des Grafen Jakob, Margarethe (* 1540; † 1569), war mit Philipp V. von Hanau-Lichtenberg (* 1541; † 1599) verheiratet. Zu dem sich aus dieser Konstellation ergebenden Erbe zählte auch die zweite, nicht bereits durch Hanau-Lichtenberg regierte, Hälfte der ehemaligen Herrschaft Lichtenberg. Philipp V. von Hanau-Lichtenberg führte in den ererbten Gebieten sofort die Reformation durch, die wie sein übriges Herrschaftsgebiet nun lutherisch wurden.
Mit der Reunionspolitik Frankreichs unter König Ludwig XIV. kamen das Amt Wörth und Lampertsloch unter französische Oberhoheit. Nach dem Tod des letzten Hanauer Grafen, Johann Reinhard III., fiel das Erbe – und damit auch Lampertsloch – 1736 an den Sohn seiner einzigen Tochter, Charlotte, den Erbprinzen und späteren Landgrafen Ludwig (IX.) von Hessen-Darmstadt. Johann Georg Krünitz (1728–1796) schrieb damals zu den Erdölvorkommen: 

„Lampertsloch, ein Dorf, im Amte Wörd, in der hessen-darmstädtischen Herrschaft Lichtenberg, ist wegen des Stein-Oehles, welches aus der Erde quillt, zu merken.“

 1734 veröffentlichte Johann Theophil Hoeffel sein Buch „Der Hanauische Erd-Balsam/Lampertslocher Oel oder Bächel-Brunnen“ über die Pech- und Ölvorkommen in Lampertsloch.
1742 begann Louis Pierre Ancillon de la Sablonnière die Ölvorkommen auszubeuten. 1768 kam die Familie Le Bel hinzu und gründete die „Pechelbronner Ölbergwerke“. Ab Ende des 18. Jahrhunderts wurde eine Eisenerzmine in Lampertsloch betrieben. Sie beutete dasselbe Vorkommen wie Bad Bergzabern und Nothweiler aus.
Mit dem durch die Französische Revolution begonnenen Umbruch wurde das Amt Wörth Bestandteil Frankreichs und in den folgenden Verwaltungsreformen aufgelöst. Von 1871 bis zum Ende des Ersten Weltkrieges gehörte Lampertsloch als Teil des Reichslandes Elsaß-Lothringen zum Deutschen Reich und war dem Kreis Weißenburg im Bezirk Unterelsaß zugeordnet.
Im Zweiten Weltkrieg wurde Lampertsloch am 4. August 1944 bombardiert, wobei die „Pechelbronner Ölbergwerke“ zu 90 % zerstört wurden. Die Ölförderung wurde 1952 eingestellt und der Rest des Betriebes 1963.

### Bevölkerungsentwicklung
| Jahr      | 1798 | 1910 | 1962 | 1968 | 1975 | 1982 | 1990 | 1999 | 2008 | 2017 |
| --------- | ---- | ---- | ---- | ---- | ---- | ---- | ---- | ---- | ---- | ---- |
| Einwohner | 326  | 468  | 657  | 675  | 703  | 701  | 680  | 644  | 708  | 722  |

## Sehenswürdigkeiten

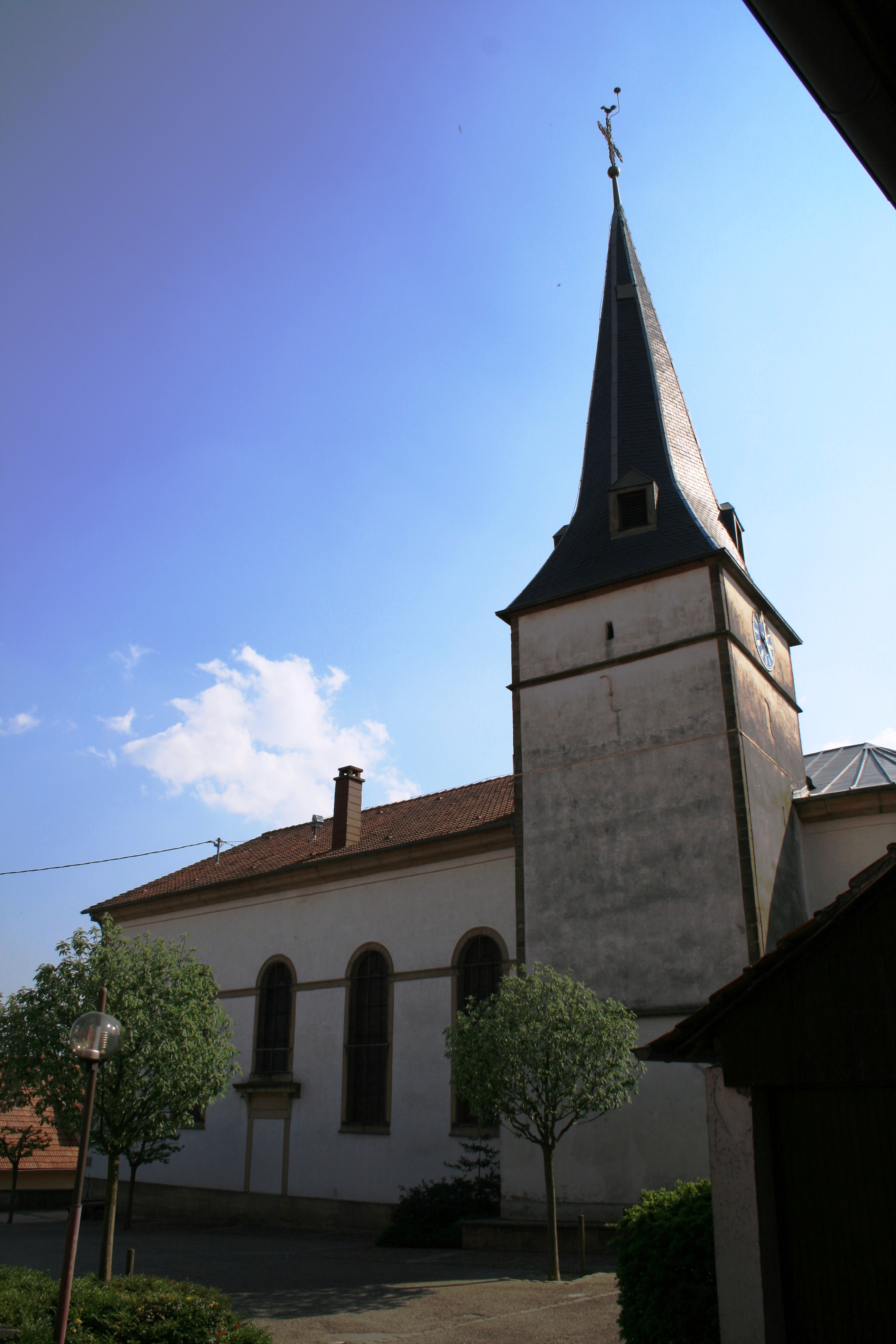
Simultankirche Tous-les-Saints

Die Pfarrkirche Tous-les-Saints ist eine Simultankirche, sie wird seit 1763 für katholische und evangelisch-lutherische Gottesdienste genutzt. Ihr ältestes Bauteil ist der Glockenturm, dessen Dachgewölbe im Erdgeschoss aus dem 13. oder 14. Jahrhundert stammt. Das Eingangsportal wurde im 15. Jahrhundert erneuert. Von 1827 bis 1830 wurde die Kirche restauriert und die Einrichtung komplett erneuert. Der Friedhof wurde aus dem Ortskern ausgelagert.
Im 19. Jahrhundert gab es ausgedehnte Weinberge in Lampertsloch. Zur Überwachung diente ein kleiner Beobachtungsturm, s'Rabhiesel (Rebenhäuschen) genannt.

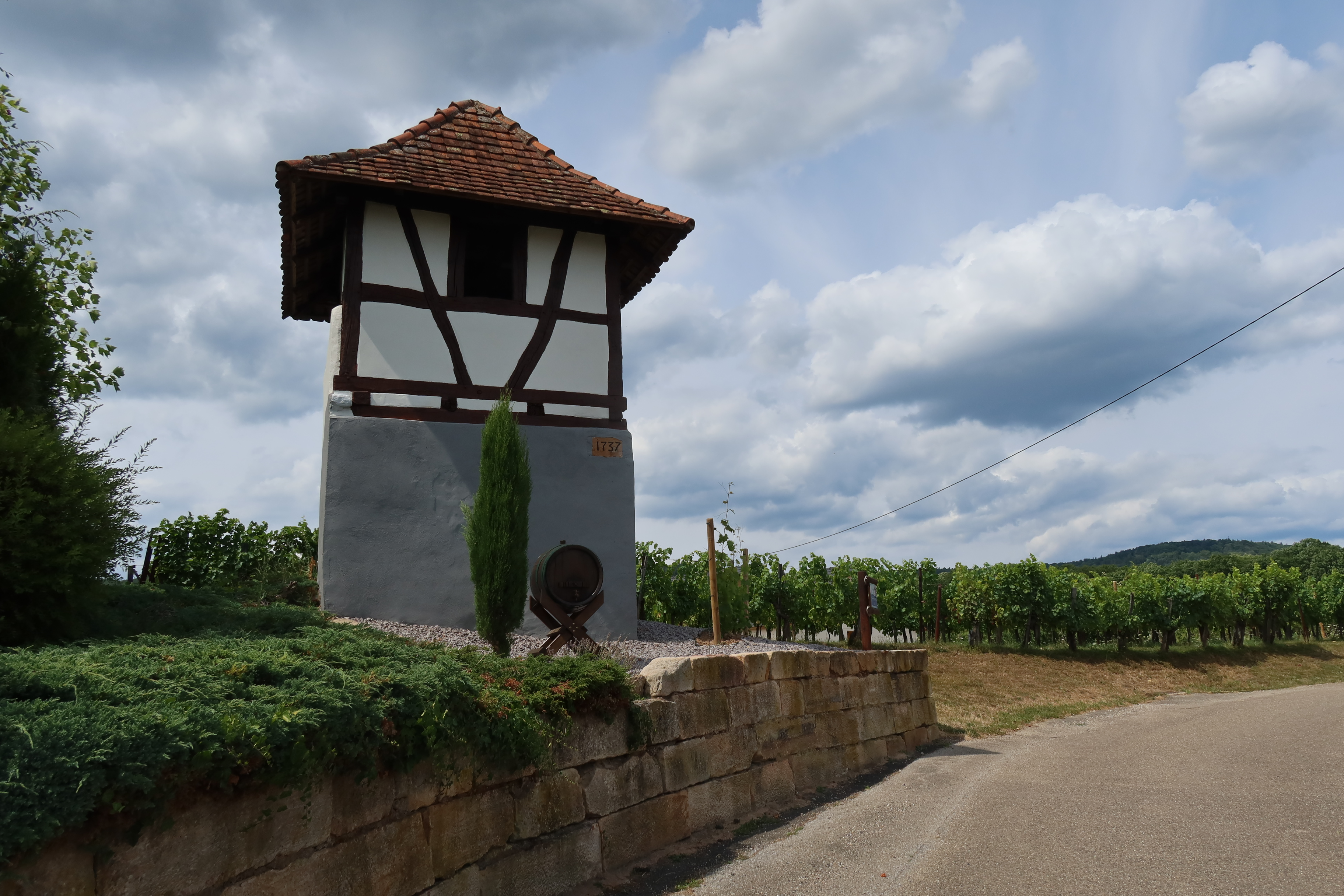
s'Rabhiesel

## Wirtschaft
Wichtige Erwerbszweige der „Lampertslochois“ sind Forstwirtschaft, Eisenbergbau, Obstbau und die Zucht von Hausrindern.

## Persönlichkeiten
- Frédéric Reech (1805–1884), französischer Mathematiker und Marineingenieur, in Lampertsloch geboren[16]